# Birgit Gantzert
Birgitte Maria Veronica Gantzert, aanvankelijk kortweg aangeduid als Birgit, (Hilversum, 3 juni 1964) was reeds op twaalfjarige leeftijd presentatrice van radioprogramma's op de Nederlandse publieke omroep.
In 1976 begon ze bij het radioprogramma "13 speciaal" van de AVRO. In 1979 werd, mede in verband met haar leeftijd, de naam van het programma gewijzigd in "Praatpaal 15". In 1986 werd zij een van de presentatrices van het NOS Jeugdjournaal op televisie. 
Het werken voor de camera werd doelbewust minder vanwege haar emigratieplannen naar Zuid-Afrika. Toen dat plan niet doorging, begon zij columns te schrijven voor de Viva en legde zij zich toe op het schrijven van vrolijke Groep 8-musicals. 
Sinds 1991 is zij helemaal niet meer actief binnen de omroep en is nu fulltime tekstschrijfster en correctrice.
Gantzert heeft vier kinderen.

## Publicaties
- Mijn familie en andere rare dieren: Autobiografische verhalen, uitg. Tirion, Baarn, 1993, ISBN 9789051213881.